# FIA-Formel-3-Rennwochenende in Spanien 2024
Das FIA-Formel-3-Rennwochenende in Spanien 2024 war der fünfte Lauf der FIA-Formel-3-Meisterschaft 2024 und fand vom 21. bis 23. Juni auf dem Circuit de Barcelona-Catalunya in Montmeló statt.

## Meldeliste
Alle Teams und Fahrer verwendeten das Dallara-Chassis F3 2019, 3,4-Liter-V6-Saugmotoren von Mecachrome und Reifen von Pirelli.
| Team                  | Nr. | Fahrer                   | Chassis         | Motor             | Reifen |
| --------------------- | --- | ------------------------ | --------------- | ----------------- | ------ |
| Prema Racing          | 01  | Dino Beganovic           | Dallara F3 2019 | Mecachrome 3.4 V6 | P      |
| Prema Racing          | 02  | Gabriele Minì            | Dallara F3 2019 | Mecachrome 3.4 V6 | P      |
| Prema Racing          | 03  | Arvid Lindblad           | Dallara F3 2019 | Mecachrome 3.4 V6 | P      |
| Trident               | 04  | Leonardo Fornaroli       | Dallara F3 2019 | Mecachrome 3.4 V6 | P      |
| Trident               | 05  | Sami Meguetounif         | Dallara F3 2019 | Mecachrome 3.4 V6 | P      |
| Trident               | 06  | Santiago Ramos           | Dallara F3 2019 | Mecachrome 3.4 V6 | P      |
| MP Motorsport         | 07  | Tim Tramnitz             | Dallara F3 2019 | Mecachrome 3.4 V6 | P      |
| MP Motorsport         | 08  | Kacper Sztuka            | Dallara F3 2019 | Mecachrome 3.4 V6 | P      |
| MP Motorsport         | 09  | Alex Dunne               | Dallara F3 2019 | Mecachrome 3.4 V6 | P      |
| Campos Racing         | 10  | Oliver Goethe            | Dallara F3 2019 | Mecachrome 3.4 V6 | P      |
| Campos Racing         | 11  | Sebastián Montoya        | Dallara F3 2019 | Mecachrome 3.4 V6 | P      |
| Campos Racing         | 12  | Mari Boya                | Dallara F3 2019 | Mecachrome 3.4 V6 | P      |
| Hitech Pulse-Eight    | 14  | Luke Browning            | Dallara F3 2019 | Mecachrome 3.4 V6 | P      |
| Hitech Pulse-Eight    | 15  | Martinius Stenshorne     | Dallara F3 2019 | Mecachrome 3.4 V6 | P      |
| Hitech Pulse-Eight    | 16  | Cian Shields             | Dallara F3 2019 | Mecachrome 3.4 V6 | P      |
| Jenzer Motorsport     | 17  | Charlie Wurz             | Dallara F3 2019 | Mecachrome 3.4 V6 | P      |
| Jenzer Motorsport     | 18  | Max Esterson             | Dallara F3 2019 | Mecachrome 3.4 V6 | P      |
| Jenzer Motorsport     | 19  | Matías Zagazeta          | Dallara F3 2019 | Mecachrome 3.4 V6 | P      |
| Van Amersfoort Racing | 20  | Noel León                | Dallara F3 2019 | Mecachrome 3.4 V6 | P      |
| Van Amersfoort Racing | 21  | Sophia Flörsch           | Dallara F3 2019 | Mecachrome 3.4 V6 | P      |
| Van Amersfoort Racing | 22  | Tommy Smith              | Dallara F3 2019 | Mecachrome 3.4 V6 | P      |
| ART Grand Prix        | 23  | Christian Mansell        | Dallara F3 2019 | Mecachrome 3.4 V6 | P      |
| ART Grand Prix        | 24  | Laurens van Hoepen       | Dallara F3 2019 | Mecachrome 3.4 V6 | P      |
| ART Grand Prix        | 25  | Nikola Zolow             | Dallara F3 2019 | Mecachrome 3.4 V6 | P      |
| AIX Racing            | 26  | Tasanapol Inthraphuvasak | Dallara F3 2019 | Mecachrome 3.4 V6 | P      |
| AIX Racing            | 27  | Nikita Bedrin            | Dallara F3 2019 | Mecachrome 3.4 V6 | P      |
| AIX Racing            | 28  | Joshua Dufek             | Dallara F3 2019 | Mecachrome 3.4 V6 | P      |
| Rodin Motorsport      | 29  | Callum Voisin            | Dallara F3 2019 | Mecachrome 3.4 V6 | P      |
| Rodin Motorsport      | 30  | Piotr Wiśnicki           | Dallara F3 2019 | Mecachrome 3.4 V6 | P      |
| Rodin Motorsport      | 31  | Joseph Loake             | Dallara F3 2019 | Mecachrome 3.4 V6 | P      |

## Klassifikationen

### Qualifying
| Pos.                                                                                     | Fahrer                   | Team                  | Zeit     | SPR | HAU |
| ---------------------------------------------------------------------------------------- | ------------------------ | --------------------- | -------- | --- | --- |
| 01                                                                                       | Christian Mansell        | ART Grand Prix        | 1:28,463 | 12  | 01  |
| 02                                                                                       | Arvid Lindblad           | Prema Racing          | 1:28,499 | 11  | 02  |
| 03                                                                                       | Nikola Zolow             | ART Grand Prix        | 1:28,502 | 10  | 03  |
| 04                                                                                       | Luke Browning            | Hitech Pulse-Eight    | 1:28,519 | 09  | 04  |
| 05                                                                                       | Oliver Goethe            | Campos Racing         | 1:28,570 | 08  | 05  |
| 06                                                                                       | Leonardo Fornaroli       | Trident               | 1:28,672 | 07  | 06  |
| 07                                                                                       | Martinius Stenshorne     | Hitech Pulse-Eight    | 1:28,687 | 06  | 07  |
| 08                                                                                       | Laurens van Hoepen       | ART Grand Prix        | 1:28,707 | 05  | 08  |
| 09                                                                                       | Alex Dunne               | MP Motorsport         | 1:28,711 | 04  | 09  |
| 10                                                                                       | Mari Boya                | Campos Racing         | 1:28,784 | 03  | 10  |
| 11                                                                                       | Sami Meguetounif         | Trident               | 1:28,808 | 02  | 11  |
| 12                                                                                       | Santiago Ramos           | Trident               | 1:28,873 | 01  | 12  |
| 13                                                                                       | Noel León                | Van Amersfoort Racing | 1:28,917 | 13  | 13  |
| 14                                                                                       | Dino Beganovic           | Prema Racing          | 1:28,965 | 14  | 14  |
| 15                                                                                       | Gabriele Minì            | Prema Racing          | 1:28,986 | 15  | 15  |
| 16                                                                                       | Tim Tramnitz             | MP Motorsport         | 1:29,013 | 16  | 16  |
| 17                                                                                       | Callum Voisin            | Rodin Carlin          | 1:29,032 | 17  | 17  |
| 18                                                                                       | Joseph Loake             | Rodin Carlin          | 1:29,095 | 18  | 18  |
| 19                                                                                       | Cian Shields             | Hitech Pulse-Eight    | 1:29,100 | 19  | 19  |
| 20                                                                                       | Nikita Bedrin            | AIX Racing            | 1:29,102 | 20  | 20  |
| 21                                                                                       | Matías Zagazeta          | Jenzer Motorsport     | 1:29,184 | 21  | 21  |
| 22                                                                                       | Charlie Wurz             | Jenzer Motorsport     | 1:29,299 | 22  | 22  |
| 23                                                                                       | Tasanapol Inthraphuvasak | AIX Racing            | 1:29,317 | 23  | 23  |
| 24                                                                                       | Sophia Flörsch           | Van Amersfoort Racing | 1:29,345 | 24  | 24  |
| 25                                                                                       | Max Esterson             | Jenzer Motorsport     | 1:29,360 | 25  | 25  |
| 26                                                                                       | Kacper Sztuka            | MP Motorsport         | 1:29,366 | 26  | 26  |
| 27                                                                                       | Sebastián Montoya        | Campos Racing         | 1:29,387 | 27  | 27  |
| 28                                                                                       | Joshua Dufek             | AIX Racing            | 1:29,393 | 28  | 28  |
| 29                                                                                       | Tommy Smith              | Van Amersfoort Racing | 1:29,509 | 29  | 29  |
| 30                                                                                       | Piotr Wiśnicki           | Rodin Carlin          | 1:29,801 | 30  | 30  |
| 107-Prozent-Zeit: 1:34,655 min (bezogen auf die Pole-Position-Bestzeit von 1:28,463 min) |                          |                       |          |     |     |
| Quelle:                                                                                  |                          |                       |          |     |     |

### Sprintrennen
| Pos.                                                                               | Fahrer                   | Team                  | Runden | Zeit      | Start | Schnellste Runde |
| ---------------------------------------------------------------------------------- | ------------------------ | --------------------- | ------ | --------- | ----- | ---------------- |
| 01                                                                                 | Mari Boya                | Campos Racing         | 21     | 38:11,211 | 03    | 1:32,545 (08.)   |
| 02                                                                                 | Alex Dunne               | MP Motorsport         | 21     | + 0,453   | 04    | 1:32,668 (09.)   |
| 03                                                                                 | Oliver Goethe            | Campos Racing         | 21     | + 0,828   | 08    | 1:32,569 (09.)   |
| 04                                                                                 | Martinius Stenshorne     | Hitech Pulse-Eight    | 21     | + 1,068   | 06    | 1:32,798 (09.)   |
| 05                                                                                 | Laurens van Hoepen       | ART Grand Prix        | 21     | + 1,263   | 05    | 1:32,874 (09.)   |
| 06                                                                                 | Noel León                | Van Amersfoort Racing | 21     | + 1,735   | 13    | 1:32,908 (09.)   |
| 07                                                                                 | Leonardo Fornaroli       | Trident               | 21     | + 1,893   | 07    | 1:32,402 (09.)   |
| 08                                                                                 | Dino Beganovic           | Prema Racing          | 21     | + 2,197   | 14    | 1:33,185 (10.)   |
| 09                                                                                 | Arvid Lindblad           | Prema Racing          | 21     | + 2,698   | 11    | 1:33,347 (15.)   |
| 10                                                                                 | Tim Tramnitz             | MP Motorsport         | 21     | + 2,964   | 16    | 1:33,155 (10.)   |
| 11                                                                                 | Christian Mansell        | ART Grand Prix        | 21     | + 3,111   | 12    | 1:33,100 (10.)   |
| 12                                                                                 | Luke Browning            | Hitech Pulse-Eight    | 21     | + 3,375   | 09    | 1:33,332 (10.)   |
| 13                                                                                 | Nikola Zolow             | ART Grand Prix        | 21     | + 3,936   | 10    | 1:33,185 (10.)   |
| 14                                                                                 | Cian Shields             | Hitech Pulse-Eight    | 21     | + 4,213   | 19    | 1:33,370 (10.)   |
| 15                                                                                 | Joseph Loake             | Rodin Carlin          | 21     | + 4,652   | 18    | 1:33,459 (10.)   |
| 16                                                                                 | Charlie Wurz             | Jenzer Motorsport     | 21     | + 4,982   | 22    | 1:33,394 (10.)   |
| 17                                                                                 | Joshua Dufek             | AIX Racing            | 21     | + 5,287   | 28    | 1:33,545 (10.)   |
| 18                                                                                 | Tommy Smith              | Van Amersfoort Racing | 21     | + 5,787   | 29    | 1:33,676 (10.)   |
| 19                                                                                 | Matías Zagazeta          | Jenzer Motorsport     | 21     | + 6,938   | 21    | 1:33,738 (10.)   |
| 20                                                                                 | Sophia Flörsch           | Van Amersfoort Racing | 21     | + 7,117   | 24    | 1:33,807 (10.)   |
| 21                                                                                 | Santiago Ramos           | Trident               | 21     | + 7,370   | 01    | 1:32,697 (02.)   |
| 22                                                                                 | Max Esterson             | Jenzer Motorsport     | 21     | + 7,849   | 25    | 1:33,798 (10.)   |
| 23                                                                                 | Kacper Sztuka            | MP Motorsport         | 21     | + 8,566   | 26    | 1:33,806 (10.)   |
| 24                                                                                 | Piotr Wiśnicki           | Rodin Carlin          | 21     | + 8,760   | 30    | 1:33,958 (10.)   |
| 25                                                                                 | Tasanapol Inthraphuvasak | AIX Racing            | 21     | + 16,556  | 23    | 1:33,713 (14.)   |
| –                                                                                  | Gabriele Minì            | Prema Racing          | 17     | DNF       | 15    | 1:33,074 (10.)   |
| –                                                                                  | Sebastián Montoya        | Campos Racing         | 17     | DNF       | 27    | 1:33,164 (10.)   |
| –                                                                                  | Sami Meguetounif         | Trident               | 2      | DNF       | 02    | 1:32,811 (02.)   |
| –                                                                                  | Callum Voisin            | Rodin Carlin          | 2      | DNF       | 17    | 1:34,653 (02.)   |
| –                                                                                  | Nikita Bedrin            | AIX Racing            | 2      | DNF       | 20    | 1:34,803 (02.)   |
| Schnellste Rennrunde, die für Punkte berechtigt ist: Leonardo Fornaroli (1:32,402) |                          |                       |        |           |       |                  |
| Quelle:                                                                            |                          |                       |        |           |       |                  |

Anmerkungen
1. ↑  Tasanapol Inthraphuvasak erhielt eine Zehn-Sekunden-Strafe (Abkürzen), die auf die Endzeit aufaddiert wurde; er verlor sechs Positionen im Endresultat.

### Hauptrennen
| Pos.                                                                          | Fahrer                   | Team                  | Runden | Zeit      | Start | Schnellste Runde |
| ----------------------------------------------------------------------------- | ------------------------ | --------------------- | ------ | --------- | ----- | ---------------- |
| 01                                                                            | Arvid Lindblad           | Prema Racing          | 25     | 39:09,719 | 02    | 1:32,070 (02.)   |
| 02                                                                            | Christian Mansell        | ART Grand Prix        | 25     | + 4,447   | 01    | 1:32,275 (02.)   |
| 03                                                                            | Leonardo Fornaroli       | Trident               | 25     | + 5,627   | 06    | 1:32,150 (03.)   |
| 04                                                                            | Oliver Goethe            | Campos Racing         | 25     | + 6,498   | 05    | 1:32,253 (03.)   |
| 05                                                                            | Luke Browning            | Hitech Pulse-Eight    | 25     | + 7,388   | 04    | 1:31,970 (03.)   |
| 06                                                                            | Nikola Zolow             | ART Grand Prix        | 25     | + 10,671  | 03    | 1:32,276 (03.)   |
| 07                                                                            | Alex Dunne               | MP Motorsport         | 25     | + 10,933  | 09    | 1:32,533 (04.)   |
| 08                                                                            | Dino Beganovic           | Prema Racing          | 25     | + 13,419  | 14    | 1:32,518 (04.)   |
| 09                                                                            | Noel León                | Van Amersfoort Racing | 25     | + 14,159  | 13    | 1:32,671 (05.)   |
| 10                                                                            | Santiago Ramos           | Trident               | 25     | + 14,635  | 12    | 1:32,775 (04.)   |
| 11                                                                            | Tim Tramnitz             | MP Motorsport         | 25     | + 15,962  | 16    | 1:32,705 (04.)   |
| 12                                                                            | Sebastián Montoya        | Campos Racing         | 25     | + 20,416  | 27    | 1:33,198 (04.)   |
| 13                                                                            | Charlie Wurz             | Jenzer Motorsport     | 25     | + 21,193  | 22    | 1:33,567 (03.)   |
| 14                                                                            | Mari Boya                | Campos Racing         | 25     | + 21,883  | 10    | 1:32,457 (04.)   |
| 15                                                                            | Sami Meguetounif         | Trident               | 25     | + 22,442  | 11    | 1:33,084 (04.)   |
| 16                                                                            | Callum Voisin            | Rodin Carlin          | 25     | + 23,130  | 17    | 1:33,068 (04.)   |
| 17                                                                            | Joshua Dufek             | AIX Racing            | 25     | + 24,231  | 28    | 1:33,381 (04.)   |
| 18                                                                            | Sophia Flörsch           | Van Amersfoort Racing | 25     | + 25,842  | 24    | 1:33,361 (04.)   |
| 19                                                                            | Matías Zagazeta          | Jenzer Motorsport     | 25     | + 27,488  | 21    | 1:33,274 (04.)   |
| 20                                                                            | Cian Shields             | Hitech Pulse-Eight    | 25     | + 33,433  | 19    | 1:33,381 (04.)   |
| 21                                                                            | Gabriele Minì            | Prema Racing          | 25     | + 34,379  | 15    | 1:32,669 (04.)   |
| 22                                                                            | Joseph Loake             | Rodin Carlin          | 25     | + 37,395  | 18    | 1:33,474 (03.)   |
| 23                                                                            | Max Esterson             | Jenzer Motorsport     | 25     | + 38,305  | 25    | 1:33,585 (04.)   |
| 24                                                                            | Piotr Wiśnicki           | Rodin Carlin          | 25     | + 38,901  | 30    | 1:33,902 (05.)   |
| 25                                                                            | Tommy Smith              | Van Amersfoort Racing | 25     | + 39,534  | 29    | 1:33,988 (11.)   |
| 26                                                                            | Tasanapol Inthraphuvasak | AIX Racing            | 25     | + 40,613  | 23    | 1:33,862 (06.)   |
| 27                                                                            | Martinius Stenshorne     | Hitech Pulse-Eight    | 25     | + 41,328  | 07    | 1:32,434 (04.)   |
| 28                                                                            | Kacper Sztuka            | MP Motorsport         | 25     | + 47,566  | 26    | 1:33,271 (04.)   |
| 29                                                                            | Laurens van Hoepen       | ART Grand Prix        | 24     | DNF       | 08    | 1:32,206 (03.)   |
| 30                                                                            | Nikita Bedrin            | AIX Racing            | 22     | DNF       | 20    | 1:33,864 (04.)   |
| Schnellste Rennrunde, die für Punkte berechtigt ist: Luke Browning (1:31,970) |                          |                       |        |           |       |                  |
| Quelle:                                                                       |                          |                       |        |           |       |                  |

Anmerkungen
1. ↑  Mari Boya erhielt zwei Fünf-Sekunden-Strafen (mehrmaliges Abkürzen), die auf die Endzeit aufaddiert wurde; er verlor sechs Positionen im Endresultat.
2. ↑  Kacper Sztuka erhielt eine Zehn-Sekunden-Strafe (Verursachung eines Unfalles), die auf die Endzeit aufaddiert wurde; er verlor fünf Positionen im Endresultat.

## Meisterschafts-Stände nach dem Rennwochenende
Beim Hauptrennen (HAU) bekamen die ersten Zehn des Rennens 25, 18, 15, 12, 10, 8, 6, 4, 2 bzw. 1 Punkt(e). Beim Sprintrennen (SPR) erhielten die ersten Zehn des Rennens 10, 9, 8, 7, 6, 5, 4, 3, 2 bzw. 1 Punkt(e). Die zusätzlichen zwei Punkte für die Pole-Position im Hauptrennen gingen an Christian Mansell, der Extrapunkt für die schnellste Rennrunde wurde an Luke Browning (HAU) sowie Leonardo Fornaroli (SPR) vergeben.

### Fahrerwertung
| Pos. | Fahrer               | Team                  | Punkte |
| ---- | -------------------- | --------------------- | ------ |
| 01   | Leonardo Fornaroli   | Trident               | 84     |
| 02   | Luke Browning        | Hitech Pulse-Eight    | 79     |
| 03   | Gabriele Minì        | Prema Racing          | 72     |
| 04   | Arvid Lindblad       | Prema Racing          | 71     |
| 05   | Dino Beganovic       | Prema Racing          | 65     |
| 06   | Oliver Goethe        | Campos Racing         | 63     |
| 07   | Christian Mansell    | ART Grand Prix        | 56     |
| 08   | Tim Tramnitz         | MP Motorsport         | 44     |
| 09   | Mari Boya            | Campos Racing         | 40     |
| 10   | Sami Meguetounif     | Trident               | 38     |
| 11   | Laurens van Hoepen   | ART Grand Prix        | 36     |
| 12   | Nikola Zolow         | ART Grand Prix        | 25     |
| 13   | Noel León            | Van Amersfoort Racing | 22     |
| 14   | Alex Dunne           | MP Motorsport         | 21     |
| 15   | Santiago Ramos       | Trident               | 18     |
| 16   | Martinius Stenshorne | Hitech Pulse-Eight    | 17     |

| Pos. | Fahrer                   | Team                  | Punkte |
| ---- | ------------------------ | --------------------- | ------ |
| 17   | Sebastián Montoya        | Campos Racing         | 12     |
| 18   | Charlie Wurz             | Jenzer Motorsport     | 10     |
| 19   | Joseph Loake             | Rodin Carlin          | 8      |
| 20   | Kacper Sztuka            | MP Motorsport         | 6      |
| 21   | Nikita Bedrin            | AIX Racing            | 6      |
| 22   | Max Esterson             | Jenzer Motorsport     | 5      |
| 23   | Callum Voisin            | Rodin Carlin          | 0      |
| 24   | Tommy Smith              | Van Amersfoort Racing | 0      |
| 25   | Sophia Flörsch           | Van Amersfoort Racing | 0      |
| 26   | Cian Shields             | Hitech Pulse-Eight    | 0      |
| 27   | Matías Zagazeta          | Jenzer Motorsport     | 0      |
| 28   | Joshua Dufek             | AIX Racing            | 0      |
| 29   | Tasanapol Inthraphuvasak | AIX Racing            | 0      |
| 30   | Piotr Wiśnicki           | Rodin Carlin          | 0      |
| 30   | James Hedley             | Jenzer Motorsport     | 0      |

### Teamwertung
| Pos. | Konstrukteur       | Punkte |
| ---- | ------------------ | ------ |
| 01   | Prema Racing       | 208    |
| 02   | Trident            | 140    |
| 03   | ART Grand Prix     | 117    |
| 04   | Campos Racing      | 115    |
| 05   | Hitech Pulse-Eight | 96     |

| Pos. | Konstrukteur          | Punkte |
| ---- | --------------------- | ------ |
| 06   | MP Motorsport         | 71     |
| 07   | Van Amersfoort Racing | 22     |
| 08   | Jenzer Motorsport     | 15     |
| 09   | Rodin Motorsport      | 8      |
| 10   | AIX Racing            | 6      |